# 大葆台駅
大葆台駅（だいほうだいえき）とは中華人民共和国北京市豊台区に位置する北京地下鉄房山線の駅である。

## 駅構造
- 相対式ホーム2面2線を有する半地下駅。

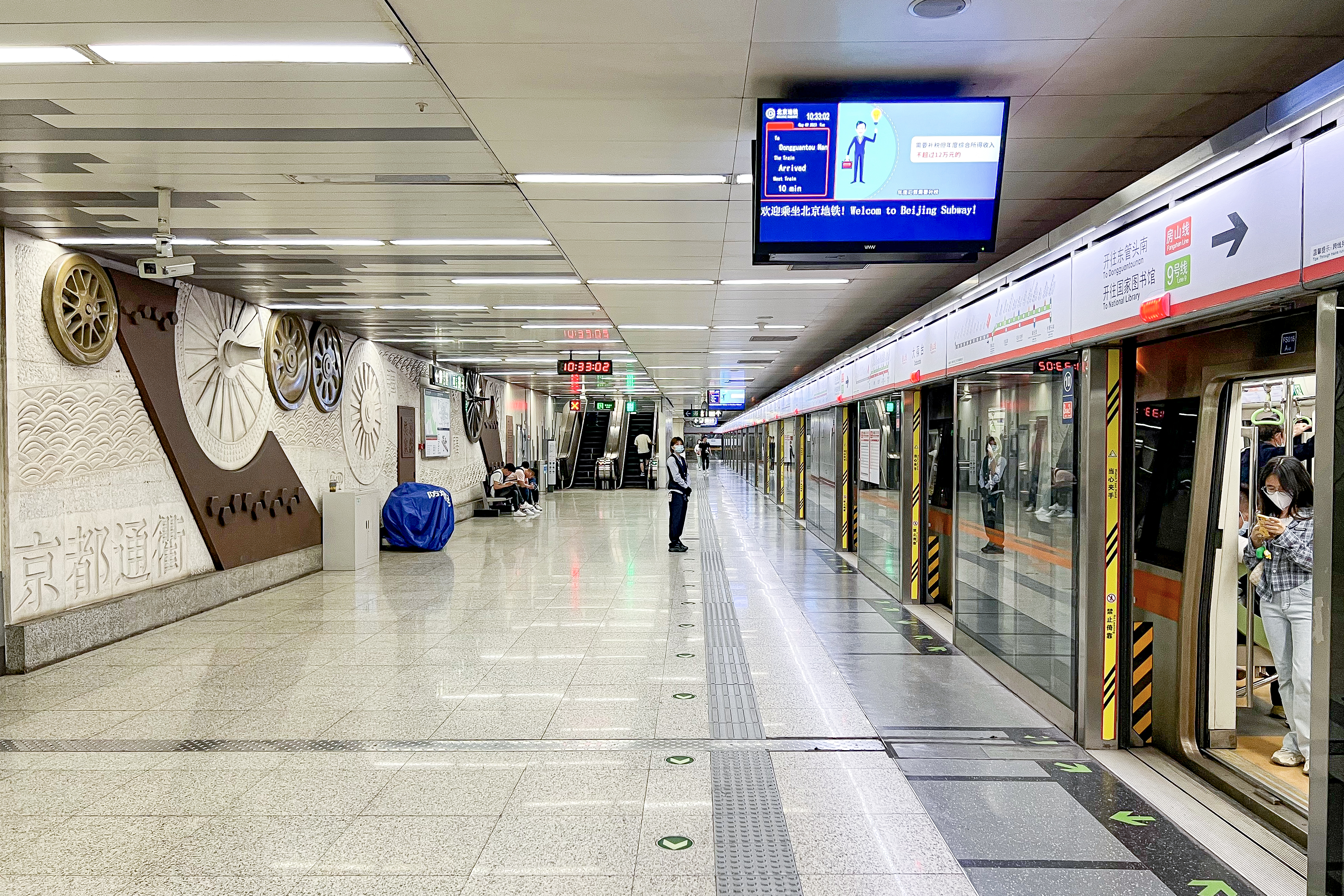
駅ホーム

## 駅周辺
- 北京世界公園

## 歴史
- 2009年10月30日 - 起工。
- 2010年1月28日 - 地上部完成。[2]
- 2010年12月30日 - 開業。
- 2012年12月30日 - 当駅 -新宮駅間を結んでいた臨1路バスが廃止

## 隣の駅
北京地下鉄
■房山線
稲田駅 - 大葆台駅 - 郭公荘駅